# 孝忠延夫
孝忠 延夫（こうちゅう のぶお、1949年 - ）は、日本の法学者（憲法）、アジア法学者（インド法）。関西大学名誉教授。学位は、法学博士（関西大学）。

## 略歴
- 島根県出身
- 関西大学大学院法学研究科博士課程単位修得後退学
- 関西大学法学部教授、法学研究所長、法学部長等を歴任
- 2007年関西大学政策創造学部教授、初代政策創造学部長（2007年4月1日～2008年9月30日）
- 関西大学マイノリティー研究センター長（2008年10月1日～2013年3月31日）
- 関西大学政策創造学部国際アジア法政策学科長（2013年4月1日～2014年9月30日）
- 関西大学名誉教授(2015年4月～)
- 関西大学法学研究所顧問(2020年4月～)

## 人物
織田萬（関西大学第10代学長）、中谷敬寿（関西大学第23代学長）、桜田誉（関西大学元法学部長）と引き継がれた関大公法学の継承者である。
日本を代表するアジア法学者、インド法学者である。アジア法学会代表理事（2007年10月～2013年10月

## 学説
孝忠延夫が公表してきた著作、論文などは、大きく分けると次の三つの分野に分けることができる。
第一は、議会政、とりわけ国会（国民代表議会）による政府・行政統制の問題である。このテーマに関する論文をまとめた『国政調査権の研究』（法律文化社、1990年）で法学博士の学位を取得している。ドイツにおける少数者調査権の紹介・検討をふまえて、国政調査権の憲法的性質が「議会による政府統制」にあるとする主張は、芦部信喜などの主張する通説的見解の「補助的権能説」に真っ向から対立する見解であった。しかし、最近では、その一部をとりいれたと思われる学説もみられるようになっている（阪本昌成、大石眞など）。政治学者には、この国政調査権をオンブズマンなどと同様に行政統制権ととらえる見解が多いが、孝忠延夫の見解は、憲法解釈論ではなく、政治学的なアプローチによるものだとする批判も依然として存在する。この国政調査権にかかわる論文のみならず、議会による政府統制権についての論文も多い。
第二は、インド憲法の研究をはじめとするアジア、とりわけ南アジアの憲法にかんする研究である。近年は、この分野の研究者として知られている。「世界最大の憲法」といわれるインド憲法の頻繁な改正をフォローし全訳をこころみると、同時に、基本的人権保障の具体的あり方(司法的保障)にかかわる「公益訴訟」の研究、たんなるアファーマティブ・アクションにとどまらない、優遇留保制度などにかんする論文がある。2010年度からは、人間文化研究機構の南アジア地域研究京都大学拠点・南アジア研究センターの研究分担者をつとめ、「『社会正義』の実現とインド憲法」(長崎暢子/堀本武功/近藤則夫編『現代インド3:深化するデモクラシー』(東京大学出版会、2015年)135頁)などの論考を著している。アジアや「マイノリティ」にかんする研究は、法学が北米・西欧の研究に偏っており、非西欧国家と社会の「独自の」法と文化を十分に研究してこなかったという傾向に対する鋭い批判を含んでいるが、同時に「アジア的なるもの」などの普遍性の主張につながるのではないかとする批判もおこなわれている。
第三は、「まちづくり」にかんする研究である。この分野の孝忠延夫の研究には、実践的性格がかなり強い。その代表作が『「浸水」のまちから「親水」のまちへ』（法律文化社、1992年）である。そこでは、「まちづくり」の政治的動きの中心的役割を担っていたことが明らかにされている。一方で、ジュリスト別冊『街づくり・国づくり判例百選』（有斐閣、1989年）の「土地区画整理組合の解散と替費地予定地の使用収益権」を執筆するなど、詳細な行政法解釈論もおこなう論考もみられる。
なお、2000年前後から、「マイノリティ研究」が研究の一つの柱になっているようである。この「マイノリティ研究」は、文科省の私立大学戦略的研究基盤形成支援事業の採択を受けて設立された「関西大学マイノリティ研究センター」の研究活動に集約されているが、それまでの研究との関連性はあまり明らかにされていない。このことについて孝忠延夫は、「…ただ、少なくとも、西欧と非西欧とを、一方が理論を産出し他方が題材・実例を提供するといった二項対立の構図で捉えるような植民地主義的知的生産の構図（G・スピヴァクのいう「認可された無知」）からする一見中立的な見解が、「市民権」を得て、通説的見解、さらには「社会通念」にまで内在化される状況からはすみやかに〈脱出〉すべきだと思う。」と述べる。

## 著作
- 『国政調査権の研究』（法律文化社、1990年）
- 『インド憲法』（関西大学出版部、1992年）
- 『「浸水」のまちから「親水」のまちへ』（編著）（法律文化社、1992年）
- 『インド憲法―概要及び翻訳』（衆議院憲法調査会事務局、2003年）
- 『インド憲法とマイノリティ』（法律文化社、2005年）
- 『インドの憲法――21世紀国民国家の将来像』（浅野宜之と共著）（関西大学出版部、2006年）
- 『アジア法研究の新たな地平』（安田信之と共編）（成文堂、2006年）
- 『北東アジアにおける法治の現状と課題』（鈴木賢と共編）（成文堂、2008年）
- 『グローバル市民社会における平和、安全、そして安心』（編集代表）（関西大学出版部、2009年）
- 『「マイノリティ」へのこだわりと憲法学』（関西大学出版部、2010年）
- 『アジアの憲法入門』（稲正樹/國分典子と共編著）（日本評論社、2010年）
- 『「マイノリティ」という視角（上）（下）』（安武真隆/西平等と共編著）（関西大学マイノリティ研究センター、2011年）
- 『差異と共同』（編著）（関西大学出版部、2011年）
- 『多元的世界における「他者」（上）（下）』（安武真隆/西平等と共編著）（関西大学マイノリティ研究センター、2013年）
- 『憲法実感！ゼミナール』（大久保卓治と共編著）（法律文化社、2014年）
- 『インドの憲法〔新版〕――「国民国家」の困難性と可能性』(関西大学出版部、2018年)